# Velika Milešina
Velika Milešina – wieś w Chorwacji, w żupanii splicko-dalmatyńskiej, w gminie Muć. W 2011 roku liczyła 33 mieszkańców.